# Швабхаузен (Тюрингия)
Швабхаузен (нем. Schwabhausen) — община в Германии, в земле Тюрингия.
Входит в состав района Гота. Население составляет 721 человек (на 31 декабря 2010 года). Занимает площадь 9,37 км².